# تشرتشلو
تشرتشلو هي قرية في مقاطعة مشكين شهر، إيران. يقدر عدد سكانها بـ 104 نسمة بحسب إحصاء 2016.